# にんげんドキュメント
『にんげんドキュメント』とは、NHK総合テレビで2000年3月30日から2007年3月30日まで放送されたドキュメンタリー番組である。

## 概要
毎回、有名無名を問わず活躍する人物にスポットを当てて、その素顔や生き方を追う。ナレーターは不定であった。初代テーマ音楽は加古隆作曲の「黄昏のワルツ」で、2003年4月4日からテーマ音楽が変更された。
2007年3月で終了し、人物に焦点を当てるドキュメンタリー番組は『ドキュメント にっぽんの現場』へ引き継がれる。
1988年11月17日から1989年3月23日まで毎週木曜日 22:50 - 23:20に『にんげんドキュメント 主役・脇役』が放送された。
お遍路を取り上げた回で、登場する人物が指名手配中の容疑者で、この放送をきっかけに逮捕される事件が起きた。2005年7月8日放送の「オリジナルを突っ走れ〜現代美術家 嶋本昭三」において女拓が取り上げられ話題となった。
総合テレビ以外にNHKワールドTV、NHKワールド・プレミアムでも時差放送した。なお、NHKワールドは2か国語放送（英語副音声または英語主音声）での放送であった。

## 放送時間
放送時間は日本時間。
- 毎週木曜日 21:15 - 22:00（2000年4月 - 2003年3月）
- 毎週金曜日 23:00 - 23:45（2003年4月 - 2005年12月）
- 毎週日曜日 23:10 - 23:55（2006年1月15日 - 2006年3月）
  - 2006年1月の放送時間変更は一連の経営不祥事からの再建を図るため」行った改編によるものである。
- 隔週金曜日 22:00 - 22:45（2006年4月 - 2007年3月）（随時『NHKスペシャル』も編成）
  - 2006年度の再放送は火曜日 0:00 - 0:45（月曜日深夜）であった。